# Ghaem Magham Farahani
Ghaem Magham Farahani, (in lingua persiana میرزا ابوالقاسم قائم‌مقام فراهانی‎), nato come Mirza Abu'l-Qasim Farahani Qá'im Maqam (Arak, 1779 – Teheran, 28 giugno 1835), è stato un politico e storico iraniano all'inizio del XIX secolo.

## Biografia
Suo padre Mirza Isa Ghaem Magham Farahani, fu al servizio della dinastia Qajar per oltre vent'anni. Prima di essere nominato primo ministro, era stato cancelliere alla corte di Muhammad Shah Qajar. Venne poi tradito e messo a morte da Muhammad Shah Qajar, nel 1835, su istigazione di Haji Mirza Aghasi, che ambiva a prendere il suo posto. Fu anche uno storico e fra le sue opere si ricorda Monsha'at.